# Parapercis snyderi
Parapercis snyderi är en fiskart som beskrevs av Jordan och Starks, 1905. Parapercis snyderi ingår i släktet Parapercis och familjen Pinguipedidae. Inga underarter finns listade i Catalogue of Life.